# Procjepak
Procjepak (lat. Scilla),  rod lukovičastih trajnica iz porodice Asparagaceae raširen po velikim dijelovima Europe, Anatoliji, zapadno i južno od Kaspijskog jezera, te po velikim dijelovima Afrike. Neke vrste uvezene su u Sjevernu Ameriku, Australiju i Novi Zeland.
Postoji šezdesetak vrsta a poznatije su obični i livadni procjepak, plava zvjezdica, a u Hrvatskoj je rod zastupljen od vrsta dvolisni procjepak, te dvije vrste poznate kao huardia, iz danas nepriznatog roda Chouardia, Lakušićeva huardia i Litardijerieva huardia i zumbulski procjepak, Scilla hyacinthoides L., sinonim mu je Prospero hyacinthoideum (L.) Salisb.
Vrsta jesenski procjepak, Scilla autumnalis L., sinonim je za Prospero autumnale.

## Opis
Procjedpak, (rod Scilla), ima oko 100 vrsta lukovičastih biljaka (porodica Asparagaceae, ranije Hyacinthaceae) porijeklom iz umjerene Euroazije. Neke vrste koje cvjetaju u proljeće uzgajaju se kao ukrasne biljke u vrtu. Sibirska vrsTA Scilla siberica izbjegla je uzgoju i smatra se invazivnom vrstom u područjima izvan svog izvornog područja rasprostranjenja.
Usko, ponekad travnoliko lišće niče u proljeće iz podzemne lukovice. Mali bijeli, plavi ili ljubičasti cvjetovi nalaze se u grozdu na vrhu bezlisne cvjetne stapke. Plod je višesjemena čahura.

## Vrste
1. Scilla albanica Turrill
2. Scilla albinerve Yildirim & Gemici
3. Scilla alinihatiana Aslan & Yildirim
4. Scilla amoena L.
5. Scilla andria Speta
6. Scilla armena Grossh.
7. Scilla arsusiana Yildirim & Gemici
8. Scilla bifolia L., dvolisni procjepak, obični procjepak
9. Scilla bilgineri Yildirim
10. Scilla bithynica Boiss.
11. Scilla bulgarica Speta
12. Scilla caucasica Miscz.
13. Scilla cilicica Siehe
14. Scilla cydonia Speta
15. Scilla dimartinoi Brullo & Pavone
16. Scilla dracomontana Hilliard & B.L.Burtt
17. Scilla forbesii (Baker) Speta
18. Scilla hakkariensis Firat & Yildirim
19. Scilla haemorrhoidalis Webb & Berthel.
20. Scilla hyacinthoides L.
21. Scilla ingridiae Speta
22. Scilla kurdistanica Speta
23. Scilla lakusicii Silic,  Lakušićeva huardia
24. Scilla latifolia Willd. ex Schult.f.
25. Scilla lazulina Wild
26. Scilla leepii Speta
27. Scilla libanotica Speta
28. Scilla liliohyacinthus L.
29. Scilla litardierei Breistr., Litardijerieva huardia, livadski procjepak
30. Scilla lochiae (Meikle) Speta
31. Scilla luciliae (Boiss.) Speta
32. Scilla lucis Speta
33. Scilla madeirensis Menezes
34. Scilla maireana (Brullo, Giusso & Terrasi) comb.ined.
35. Scilla melaina Speta
36. Scilla merinoi S.Ortiz, Rodr.Oubiña & Izco
37. Scilla mesopotamica Speta
38. Scilla messeniaca Boiss.
39. Scilla mischtschenkoana Grossh.
40. Scilla monanthos K.Koch
41. Scilla monophyllos Link
42. Scilla morrisii Meikle
43. Scilla nana (Schult. & Schult.f.) Speta
44. Scilla nivalis Boiss.
45. Scilla numidica Poir.
46. Scilla otschiauriae Mordak
47. Scilla plumbea Lindl.
48. Scilla pneumonanthe Speta
49. Scilla reuteri Speta
50. Scilla rhadamanthi (Speta) Valdés
51. Scilla rosenii K.Koch
52. Scilla salbacus (Yildirim) comb.ined.
53. Scilla sardensis (Barr & Sugden) Speta
54. Scilla siberica Haw., plava zvjezdica
55. Scilla siehei (Stapf) Speta
56. Scilla simiarum Baker
57. Scilla subnivalis (Nyman) Speta
58. Scilla tingitana Schousb.
59. Scilla tmoli (Whittall) Speta
60. Scilla vardariana Yildirim & Gemici
61. Scilla verna Huds.
62. Scilla villosa Desf.
63. Scilla vindobonensis Speta
64. Scilla voethorum Speta
65. Scilla winogradowii Sosn.
66. Scilla xanthandra K.Koch